# Amador, Pere i Lluís de Martos
|  | Per a altres significats, vegeu «Sant Amador (desambiguació)». |

Amador, Pere i Lluís de Tucci o de Martos (Tucci, actual Martos, Jaén, ca. 820 - Còrdova, 30 d'abril de 855) foren tres eclesiàstics mossàrabs, morts com a màrtirs a mans de musulmans. Són venerats com a sant per diverses confessions cristianes, i són els primers sants del bisbat de Jaén.

## Biografia
Amador era fill de pares cristianes, tot i que la regió estava sota el domini islàmic, com a part del Califat de Còrdova). De jove, anà a Còrdova a estudiar, amb els seus pares i germans. Segons l'obra de Sant Eulogi de Còrdova, Amador fou bon estudiant i destacà per la seva prudència i honradesa, que l'encaminà a la vida religiosa i a ésser ordenat sacerdot.
Amb els seus amics Lluís, germà del diaca Pau de San Zoilo, executat en 851 i parent del bisbe Eulogi, i el monjo Pere, van començar a predicar el cristianisme públicament, malgrat la prohibició i persecució decretada pel califa Muhàmmad I. Foren empresonats i condemnats a mort, i els tres foren decapitats el 30 d'abril de 855. Els seus cossos foren llençats al riu Guadalquivir. Segons la llegenda tradicional, el cap tallat d'Amador, surant al riu, continuava predicant.

## Veneració
Immediatament, la comunitat cristiana els considerà màrtirs. El cos de Pere fou recuperat i sebollit al monestir de Peñamelaria; el de Lluís, a la vila de Palma del Río, però el d'Amador no fou trobat.
La festivitat litúrgica dels tres sants se celebra el 5 de maig. Amador és el sant patró de Martos, i en honor seu s'hi aixecà la parròquia de San Amador y Santa Ana.